# Меридиан (трио)
«Меридиан» — советский и российский музыкальный коллектив (трио) из города Иваново.

## История
Создан в 1975 году как студенческий коллектив (в составе: Надежда Лукашевич, Николай Сметанин, Владимир Ситанов), с 1978 года выступает профессионально. С 1980 года трио начинает работать с Микаэлом Таривердиевым. В 1981 году «Меридиан» становится лауреатом I премии Всесоюзного конкурса молодых исполнителей советской песни, неоднократно выступает на телевидении на песенных конкурсах. Поёт в финале Песня-81.
В 1983 году — выход на экраны художественного фильма «Торпедоносцы» (одна из ролей — Лукашевич), в котором исполнена песня «Шофёрша». В 1985 году в финале фестиваля «Песня-85» в исполнении «Меридиана» прозвучала песня «Прекрасное далёко» композитора Евгения Крылатова на стихи поэта Юрия Энтина (фильм «Гостья из будущего»). В том же году трио присвоена всесоюзная премия Ленинского комсомола.
В 1995 году всем участникам трио присвоено звание Заслуженных артистов России. Лауреаты международных конкурсов и фестивалей в Париже (Конкурс имени Жака Бреля), Берлине, Праге, Хельсинки.
Прекратил существование в 2021 году.

## Состав
В 1999 скончался Владимир Ситанов, его место в качестве третьего участника трио занял Алексей Подшивалов.
- Надежда Лукашевич (Бруштейн) — солистка, директор
- Алексей Подшивалов — пение, гитара, саксофон
- Николай Сметанин — музыкальный руководитель, пение, гитара. В 2025 году скончался.